# Beck (serial)
Beck este un serial o coproducție germano-suedezo-daneză de filme polițiste, până prezent el are 26 de episoade. Tema serialului se bazează pe romanul autorului suedez Maj Sjöwall, care prezintă cazuri petrecute între anii 1965 - 1975. Personajul principal al serialul este comisarul de poliție Martin Beck (Peter Haber), din Stockholm.

## Distribuție
| Peter Haber (•) Mikael Persbrandt (•) Stina Rautelin (•) Rebecka Hemse (•) |